# Rodney Brooks
Rodney A. Brooks (30 de dezembro de 1954) é um roboticista australiano, diretor do Laboratório de Inteligência Artificial e Ciência da Computação do MIT, e professor de robótica da Panasonic. É diretor chefe técnico e foi diretor da IRobot.

## Resumo da carreira e pesquisas
- Formado em matemática pura pela Universidade Finders do Sul da Austrália
- Ph.D. em Ciência da Computação pela Universidade de Stanford (1981)
- Posição de pesquisa na Universidade Carnegie Mellon e no MIT
- Corpo docente em Stanford
- Entra no corpo docente do MIT (1984)

Pesquisa atual:
- desenvolvendo robôs inteligentes para operar em ambientes desestruturados
- entendendo a inteligência humana através da construção de robôs humanóides

## Publicações
Livro e publicações recentes:
- Cambrian Intelligence (MIT Press, 1999)
- The Relationship Between Matter and Life (in Nature 409, pp. 409-411; 2001)
- Flesh and Machines (Pantheon, 2002)

Outras publicações incluem:
- visão computadorizada baseada em modelos
- planejamento de caminho
- análise de incerteza
- construção de robôs
- visão ativa
- robôs autônomos
- micro-robôs
- micro-atuadores
- exploração planetária
- representação
- vida artificial
- robôs humanoides
- projeto de compiladores

Dr Brooks também foi editor co-fundados do Jornal Internacional da Visão Computadorizada e está em no quadro editorial de vários jornais, incluindo:
- Adaptive Behavior
- Artificial Life
- Applied Artificial Intelligence
- Autonomous Robots
- New Generation Computing

## Associações, prêmios, etc
Membro dos seguintes órgãos:
- Membro fundador da American Association for Artificial Intelligence (AAAI)
- Membro da American Association for the Advancement of Science (AAAS)

Seus prêmios incluem:
- Computers and Thought Award no IJCAI (International Joint Conference on Artificial Intelligence)em 1991

As aparicões em filmes incluem:
- Sendo ele mesmo no filme de Errol Morris Fast, Cheap and Out of Control (nomeado após uma de suas publicações científicas)